# Subaru EF
Subaru EF — автомобильный двигатель внутреннего сгорания японской компании Subaru, представленный в 1984 году на Subaru Justy. Это четырёхтактный двигатель с водяным охлаждением, а также рядный трёхцилиндровый двигатель с одним верхним распределительным валом с ременным приводом и балансирным валом с цепным приводом. Головка блока цилиндров изготовлена из алюминиевого сплава, в то время как блок цилиндров изготовлен из чугуна. Расстояние между цилиндрами составляет 86 мм. Двухцилиндровый двигатель EK23 тесно связан с двигателем EF, имеет такое же расстояние между цилиндрами и общую конструкцию. На экспортном рынке двигатель EK42 объёмом 665 см3 даже разделяет диаметр цилиндра и ход поршня EF10. 
EF — первый двигатель Subaru, где рабочий объём указан в названии, а также единственный двигатель Subaru с чугунным блоком цилиндров. 

## EF10

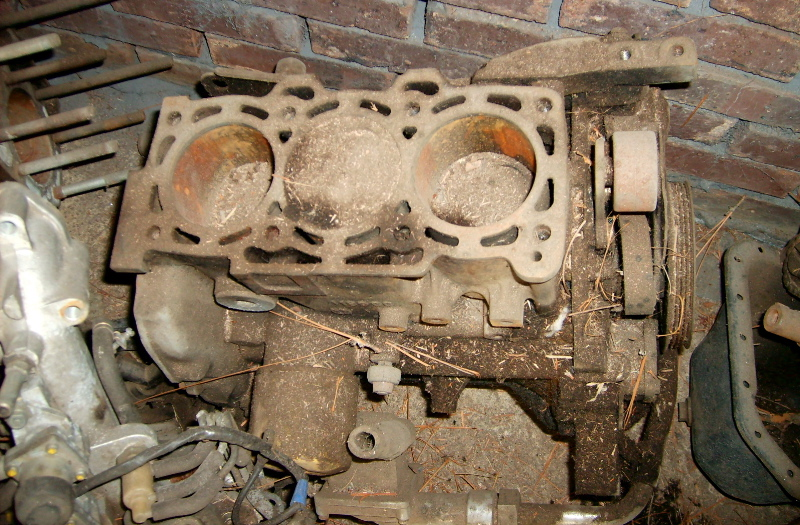
Subaru EF-10

EF10 — 1,0-литровый (997 см3) двигатель с двумя клапанами на цилиндр.
- Диаметр цилиндра x ход поршня: 78 мм x 69,6 мм
- Степень сжатия: 9,5:1
- Мощность:
  - 35 кВт (47 л. с.) при 5000 об/мин (с однокамерным карбюратором Hitachi)
  - 40 кВт (54 л. с.) при 6000 об/мин (с двухкамерным карбюратором Hitachi)
- Крутящий момент:
  - 80 Н⋅м при 3200 об/мин (с однокамерным карбюратором Hitachi)
  - 80 Н⋅м при 3600 об/мин (с двухкамерным карбюратором Hitachi)
- Применения:
  - Subaru Justy «J10» (на некоторых рынках Европы и Азии)
  - Subaru Libero «E10»

## EF12

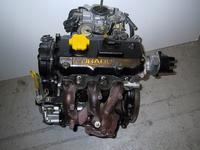
Subaru EF-12

EF12 — 1,2-литровый (1189 см3) двигатель с тремя клапанами на цилиндр.
- Диаметр цилиндра x ход поршня: 78 мм x 83 мм
- Степень сжатия: 9,0:1—9,1:1
- Мощность:
  - 49 кВт (66 л. с.) при 5200 об/мин (с двухкамерным карбюратором Hitachi и степенью сжатия 9,0:1)
  - 54 кВт (73 л. с.) при 5600 об/мин (с многоточечным впрыском топлива и степенью сжатия 9,1:1)
- Крутящий момент:
  - 95 Н⋅м при 3600 об/мин (с двухкамерным карбюратором Hitachi и степенью сжатия 9,0:1)
  - 96 Н⋅м при 3600 об/мин (с многоточечным впрыском топлива и степенью сжатия 9,1:1)
- Применения:
  - Subaru Justy «J12»
  - Subaru Libero «E12»
- Мощность:
  - 60 кВт (80 л. с.) с многоточечным впрыском топлива
- Применения:
  - Subaru Tutto (Тайвань)